# 王家畈镇
王家畈镇是中华人民共和国湖北省宜昌市宜都市下辖的一个镇。
2013年8月16日，湖北省民政厅批复同意撤销王家畈乡，设立王家畈镇。

## 行政区划
王家畈镇下辖以下村级行政区划单位：
王家畈社区、毛湖埫社区、全福河社区、全福河村、大沟村、绿竹溪村、毛湖埫村、白马溪村、龙潭河村、下堡村、十三尖村、白玉垴村、夏家湾村、古水坪村、樟桂岭村、小河村、王家畈村、老屋棚村、横冲村和双河桥村。